# Reattore nucleare a letto fisso
Il reattore nucleare a letto fisso o FNBR (sigla dell'inglese Fixed Bed Nuclear Reactor) è un reattore nucleare di III generazione di piccola taglia e semplice nella struttura con caratteristiche di sicurezza intrinseca e refrigerazione passiva, così chiamato in analogia col combustore a letto fisso, che si basa sulla tecnologia dei reattori ad acqua pressurizzata a nocciolo solido.
Il nocciolo del reattore è però fluido e composto da sfere TRISO di biossido di uranio impiegate dal reattore nucleare modulare pebble bed tenuto insieme da una pressione di 0.95 MPa in due cilindri concentrici perforati sulla superficie laterale di zircaloy col diametro di 20 cm e 160 cm nella cui intercapedine anulare rifluisce a 1.64 m/s il refrigerante esausto dal generatore alla pompa e al cui centro è inseribile una barra di controllo per correzioni minori di reattività a breve termine. Il refrigerante primario (668 kg/s di acqua a 16 MPa controllati da un pressurizzatore) pompato dal basso verso il sovrastante generatore di vapore integrato tiene in sospensione il nocciolo fluendo anche radialmente, permette così la sua criticità ed effettua il caricamento di ciascun elemento di combustibile attraverso un tubo ad elica sottostante di 25 cm di diametro controllabile dalle autorità internazionali da una riserva cilindrica di 40cm in diametro costituita con leghe altamente schermanti a contenente una griglia per separare le sfere. Un pistone livella l'altezza del letto e controlla il quantitativo caricato. Un malfunzionamento che nei reattori tradizionali dovrebbe azionare l'abbassamento delle barre di controllo qui invece dovrebbe interrompere l'alimentazione alle 8 pompe del primario che elaborano ciascuna 141 kg/s, e configurate in modo da operare con tutti i controlli simultaneamente indicanti la sicurezza. Il nocciolo cade per gravità nell'elica al di sotto del MPa rendendolo subcritico e si raffredda per circolazione naturale: ogni piccola fluttuazione di pressione invece non dovrebbe influenzare la configurazione del nocciolo. Il reattore caratterizzato da flessibilità nella quantità di combustibile caricato e suo arricchimento alle esigenze dell'utilizzatore con un ciclo del combustibile nucleare di almeno 10 anni e perciò non dovrebbe richiedere ricarica in loco. Gli altri componenti non differiscono molto da quelli dei PWR tradizionali, e possono essere adibiti alla desalinazione dell'acqua.